# Al-Qanjarah
Al-Qanjarah (tiếng Ả Rập: القنجرة) là một thị trấn ở phía tây bắc Syria, một phần hành chính của Tỉnh Latakia, nằm ở phía bắc Latakia. Các địa phương gần đó bao gồm al-Shamiyah và Kirsana ở phía bắc, Burj al-Qasab ở phía tây, Sitmarkho ở phía đông, Baksa và Sqoubin ở phía nam. Theo Cục Thống kê Trung ương Syria, Al-Qanjarah có dân số 4.142 trong cuộc điều tra dân số năm 2004. Cư dân của nó chủ yếu là Alawites.